# 達爾梅耶峰
64°53′S 62°45′W / 64.883°S 62.750°W
達爾梅耶峰（英語：Dallmeyer Peak）是南極洲的山峰，位於葛拉漢地的丹科海岸，處於斯泰因赫爾角西南面4公里的安沃爾灣南岸，海拔高度1,105米，現時由南極條約體系管理。